# TRAPPIST-1
TRAPPIST-1, cũng gọi là 2MASS J23062928-0502285, là một sao lùn đỏ cách Mặt Trời 39 năm ánh sáng (12 parsec; 370 pêtamét) trong chòm sao Bảo Bình.. Tháng 2 năm 2017, sao này có 7 hành tinh giống Trái Đất quay quanh nó là TRAPPIST-1b, c, d, e,  f, g và h, số hành tinh giống Trái Đất lớn nhất so với các hệ hành tinh bất kỳ nào khác đã được phát hiện.

## Lịch sử phát hiện
Một nhóm các nhà thiên văn dưới sự chỉ huy của Michaël Gillon (fr) của Institut d'Astrophysique et Géophysique tại Đại học Liège ở Bỉ sử dụng kính thiên văn Trappist (kính viễn vọng nhỏ tìm kiếm những hành tinh nhỏ và hành tinh quá cảnh) tại Đài thiên văn La Silla ở sa mạc Atacama, Chile, để quan sát các ngôi sao và tìm kiếm các hành tinh quay xung quanh. Bằng cách sử dụng trắc quang cảnh, họ phát hiện ra ba hành tinh có kích thước cỡ Trái Đất quay quanh ngôi sao lùn; hai cái trong cùng bị khóa thủy triều với ngôi sao chủ của chúng trong khi ngoài cùng xuất hiện vùng có thể sinh sống của hệ thống hoặc chỉ bên ngoài của nó. Mỗi hành tinh đều có khả năng chứa nước trên bề mặt và tồn tại sự sống Nhóm nghiên cứu đã quan sát chúng từ tháng 9-tháng 12 năm 2015 và công bố phát hiện của mình trong chuyên mục tháng 5 năm 2016 của Nature.
Ngày 22 tháng 2 năm 2017, các nhà thiên văn học đã công bố bốn ngoại hành tinh khác xung quanh Trappist-1. Họ đã phát hiện ra tổng số hành tinh quay quanh ngôi sao chủ là bảy hành tinh, trong đó có ít nhất hai hành tinh, và có thể là tất cả các hành tinh, nằm trong khu vực có thể sống được của nó.

## Định danh
Tên của ngôi sao, Trappist-1, phản ánh rằng nó là ngôi sao đầu tiên được phát hiện bởi kính thiên văn TRAPPIST có các hành tinh quá cảnh.
Các hành tinh được chỉ định theo thứ tự của phát hiện ra chúng, bắt đầu với "b" cho hành tinh đầu tiên được phát hiện, "c" cho phần thứ hai và vân vân. Ba hành tinh quanh Trappist-1 đầu tiên được phát hiện và định  b, c và d  theo thứ tự tăng chu kỳ quỹ đạo, và đợt thứ hai của những khám phá đã được chỉ định tương tự  e đến h.

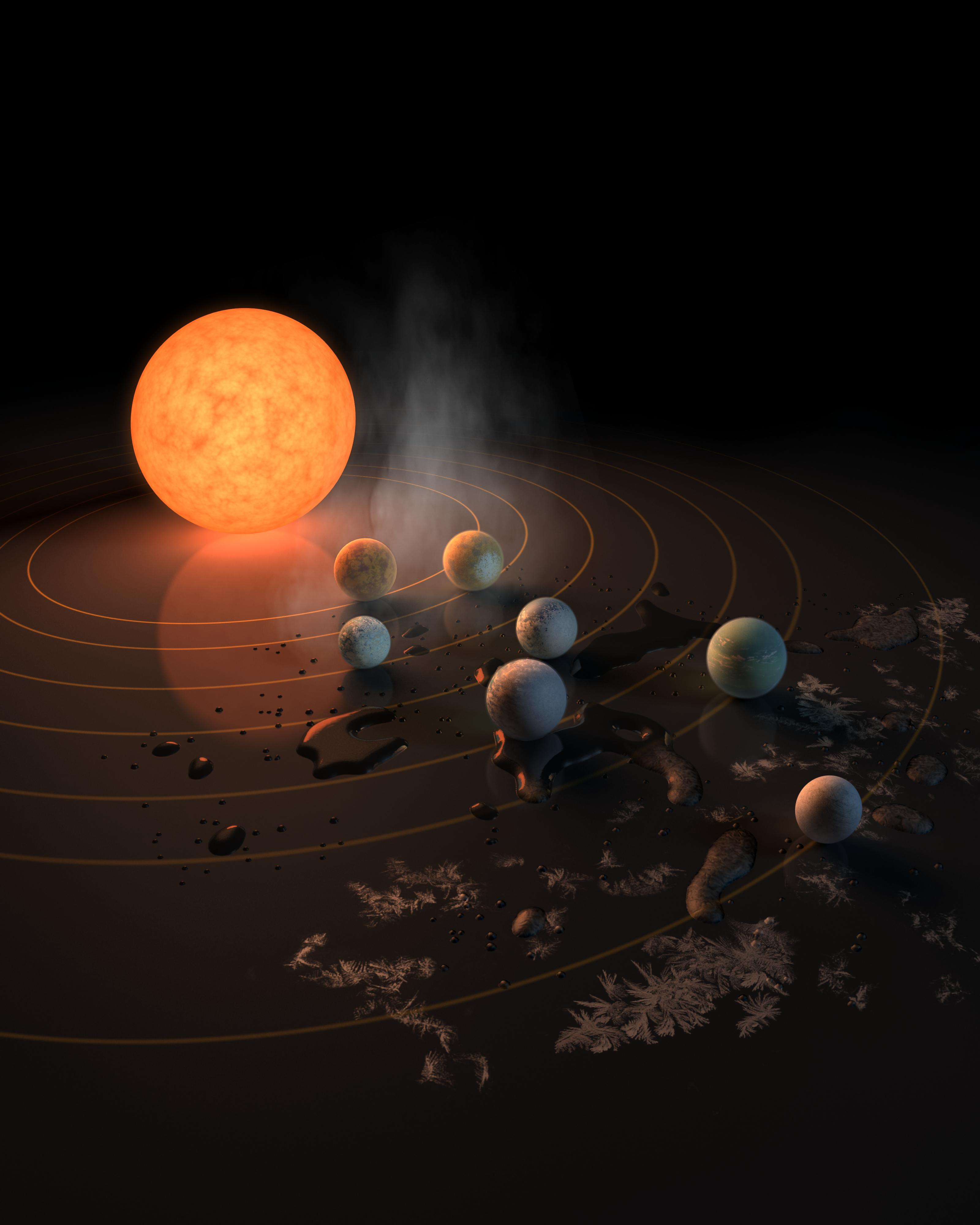
Kích thước của Trappist-1 so với 7 hành tinh quay quanh nó.

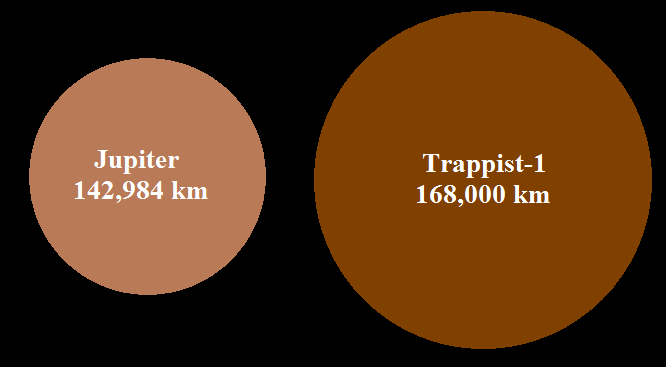
Kích thước của Trappist-1 so với Sao Mộc.

| Thiên thể đồng hành (thứ tự từ ngôi sao ra) | Khối lượng         | Bán trục lớn (AU)        | Chu kỳ quỹ đạo (ngày) | Độ lệch tâm   | Độ nghiêng        | Bán kính           |
| ------------------------------------------- | ------------------ | ------------------------ | --------------------- | ------------- | ----------------- | ------------------ |
| b                                           | 1017+0154 −0143 M🜨 | 0.01154775 (1,73×106 km) | 151087637±000039      | 000622±000304 | 8956±023°         | 1121+0031 −0032 R🜨 |
| c                                           | 1156+0142 −0131 M🜨 | 0.01581512 (2,37×106 km) | 242180746±000091      | 000654±000188 | 8970±018°         | 1095+0030 −0031 R🜨 |
| d                                           | 0297+0039 −0035 M🜨 | 0.02228038 (3,33×106 km) | 4049959±0000078       | 000837±000093 | 8989+008 −015°    | 0784±0023 R🜨       |
| e                                           | 0772+0079 −0075 M🜨 | 0.02928285 (4,38×106 km) | 6099043±0000015       | 000510±000058 | 89736+0053 −0066° | 0910+0026 −0027 R🜨 |
| f                                           | 0934+0080 −0078 M🜨 | 0.03853361 (5,76×106 km) | 9205585±0000016       | 001007±000068 | 89719+0026 −0039° | 1046+0029 −0030 R🜨 |
| g                                           | 1148+0098 −0095 M🜨 | 0.04687692 (7,01×106 km) | 12354473±0000018      | 000208±000058 | 89721+0019 −0026° | 1148+0032 −0033 R🜨 |
| h                                           | 0331+0056 −0049 M🜨 | 0.06193488 (9,27×106 km) | 18767953±0000080      | 000567±000121 | 89796±0023°       | 0773+0026 −0027 R🜨 |

| Các hành tinh | Sự biến đổi theo sao (⊕) | Nhiệt độ | Hấp dẫn bề mặt (⊕) |
| ------------- | ------------------------ | --- | ------------------ |
| b             | 4.153± 0,16              | 397,6 ± 3,8 K (124,45 ± 3,80 °C; 256,01 ± 6,84 °F) ≥1.400 K (1.130 °C; 2.060 °F) (khí quyển) 750–1.500 K (477–1.227 °C; 890–2.240 °F) (bề mặt) | 0.812+0.104 −0.102 |
| c             | 2.214± 0.085             | 339,7 ± 3,3 K (66,55 ± 3,30 °C; 151,79 ± 5,94 °F)                                                                                              | 0.966+0.087 −0.092 |
| d             | 1.115± 0.043             | 286,2 ± 2,8 K (13,05 ± 2,80 °C; 55,49 ± 5,04 °F)                                                                                               | 0.483+0.048 −0.052 |
| e             | 0.646± 0.025             | 249,7 ± 2,4 K (−23,45 ± 2,40 °C; −10,21 ± 4,32 °F)                                                                                             | 0.930+0.063 −0.068 |
| f             | 0.373± 0.014             | 217,7 ± 2,1 K (−55,45 ± 2,10 °C; −67,81 ± 3,78 °F)                                                                                             | 0.853+0.039 −0.040 |
| g             | 0.252± 0.0097            | 197,3 ± 1,9 K (−75,85 ± 1,90 °C; −104,53 ± 3,42 °F)                                                                                            | 0.871+0.039 −0.040 |
| h             | 0.144± 0.0055            | 171,7 ± 1,7 K (−101,45 ± 1,70 °C; −150,61 ± 3,06 °F)                                                                                           | 0.555+0.076 −0.088 |

## Hình ảnh

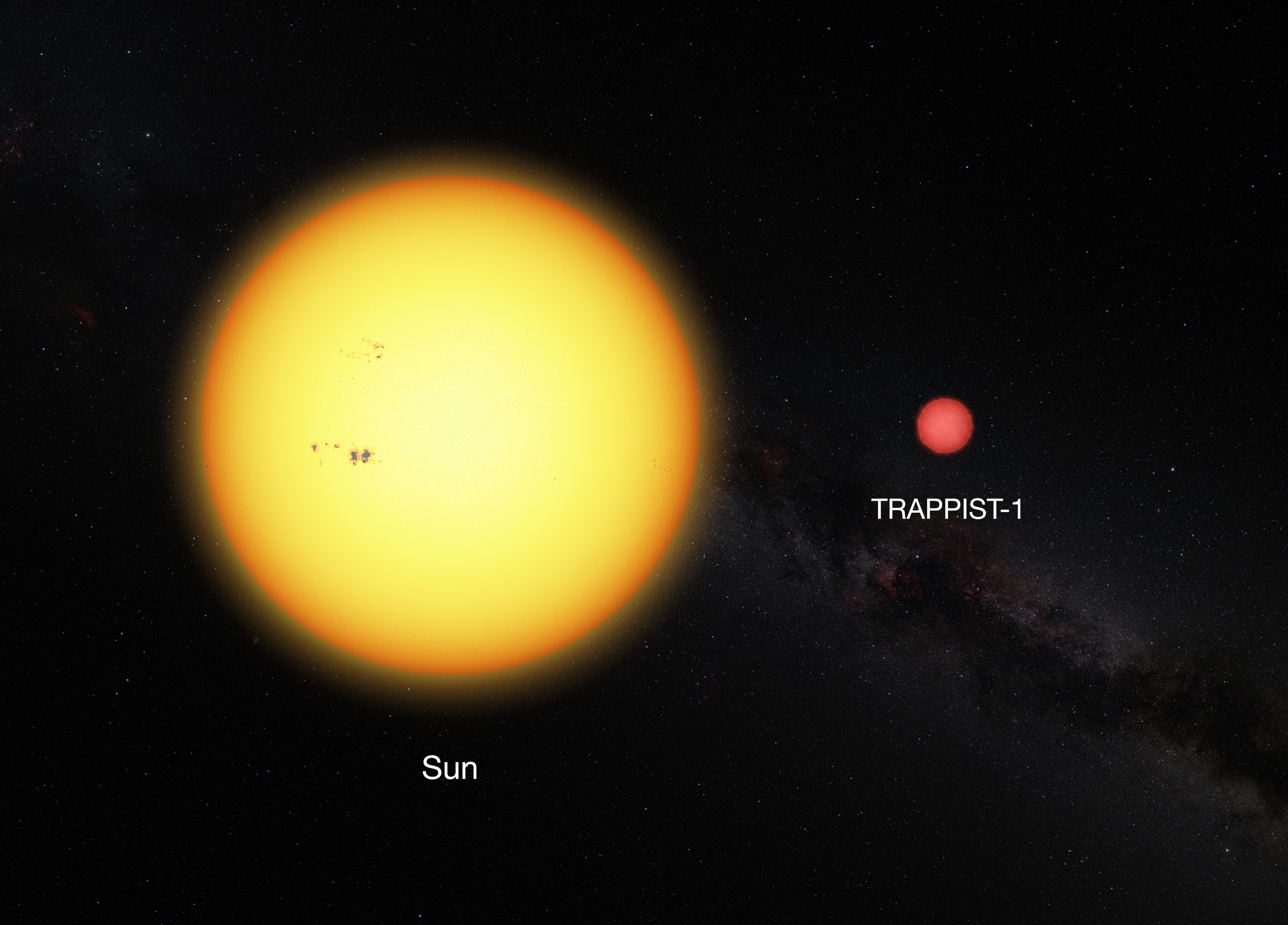
TRAPPIST-1 là một ngôi sao nhỏ (bằng 11% kích thước), mờ và đỏ hơn so với Mặt Trời
Hệ hành tinh TRAPPIST-1Hệ hành tinh TRAPPIST-1[23]
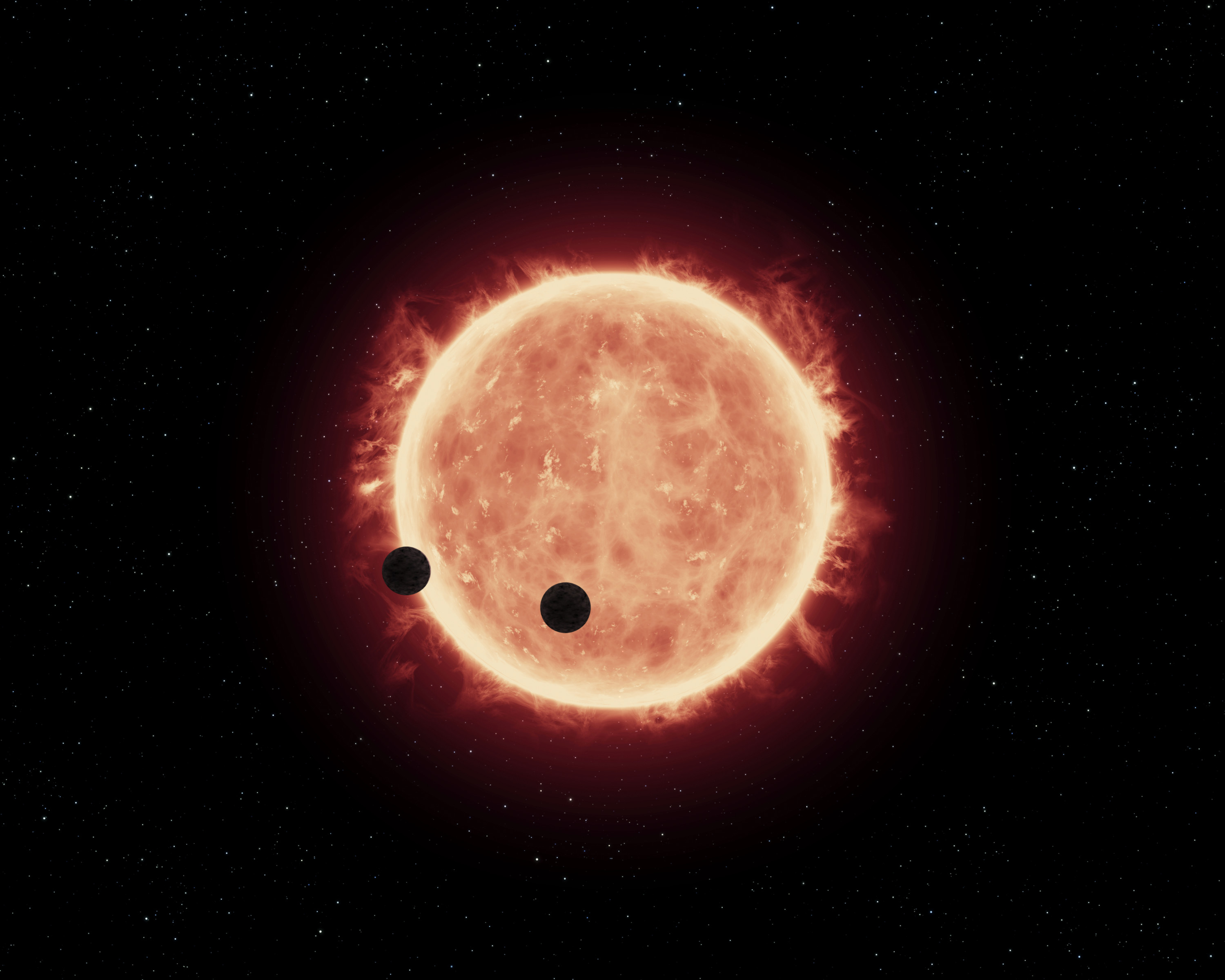
Các hành tinh quá cảnh TRAPPIST-1
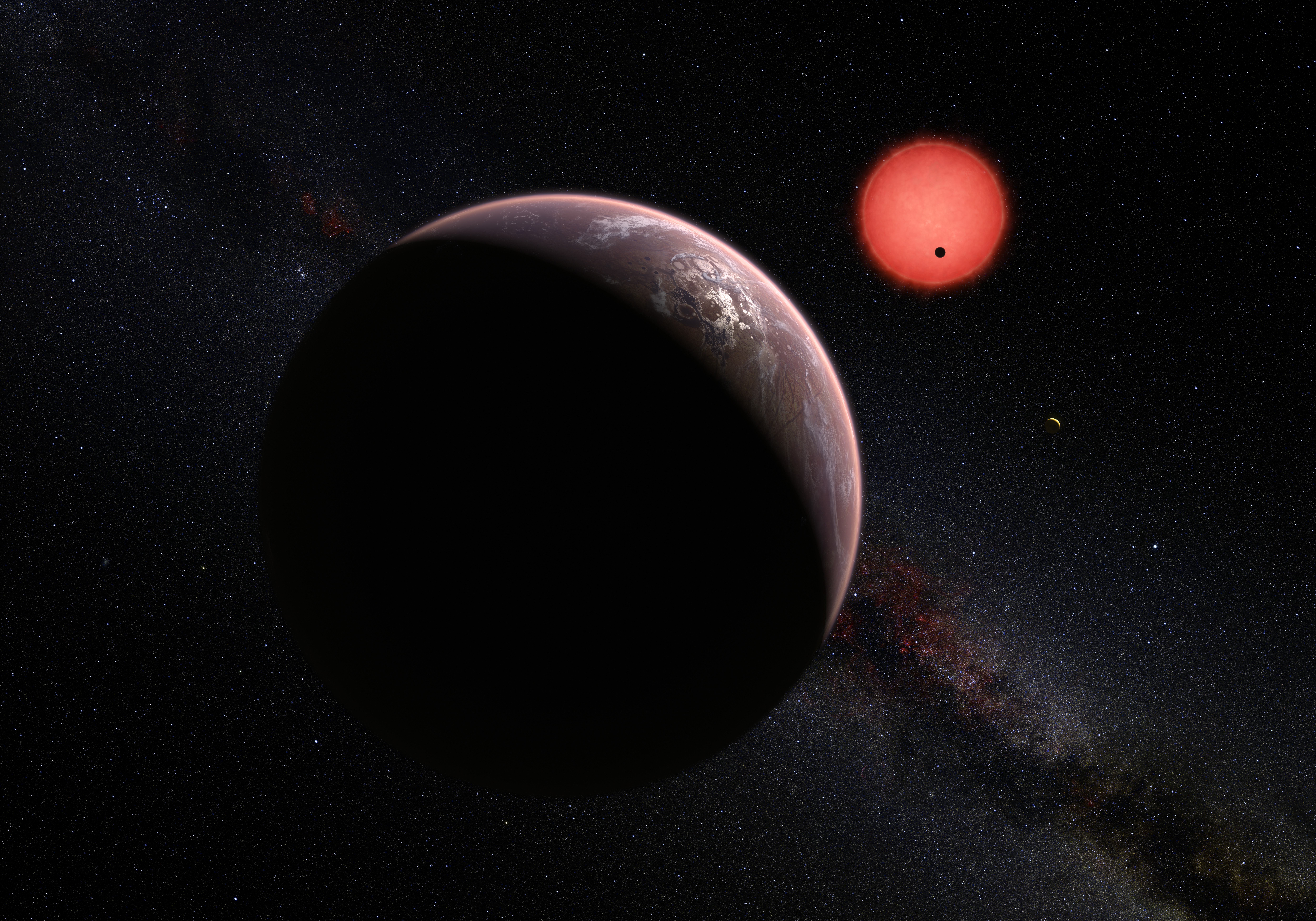
Ba hành tinh quay quanh TRAPPIST-1.
Quang cảnh TRAPPIST-1c.Quang cảnh TRAPPIST-1c.

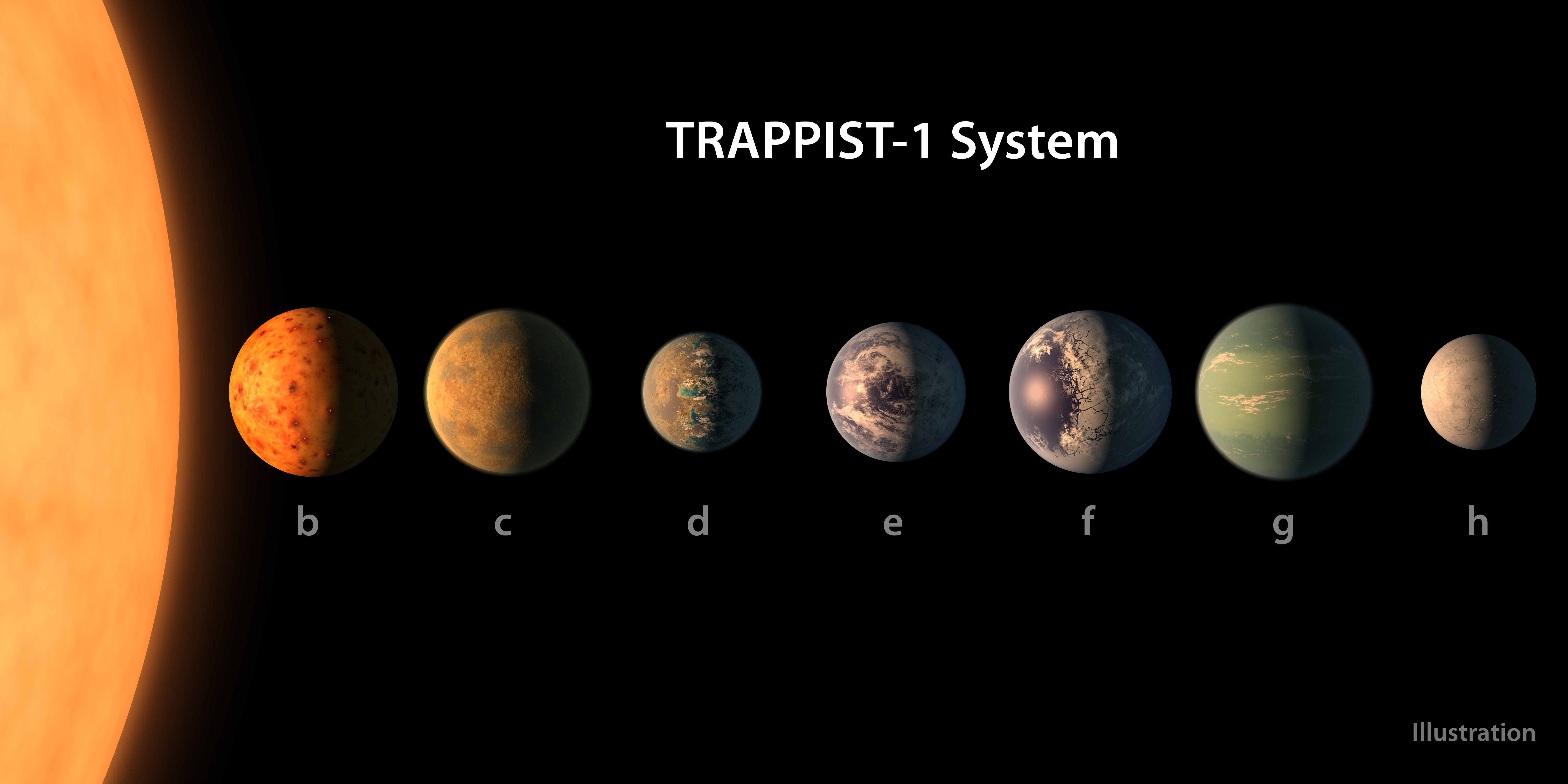
Hệ hành tinh TRAPPIST-1.
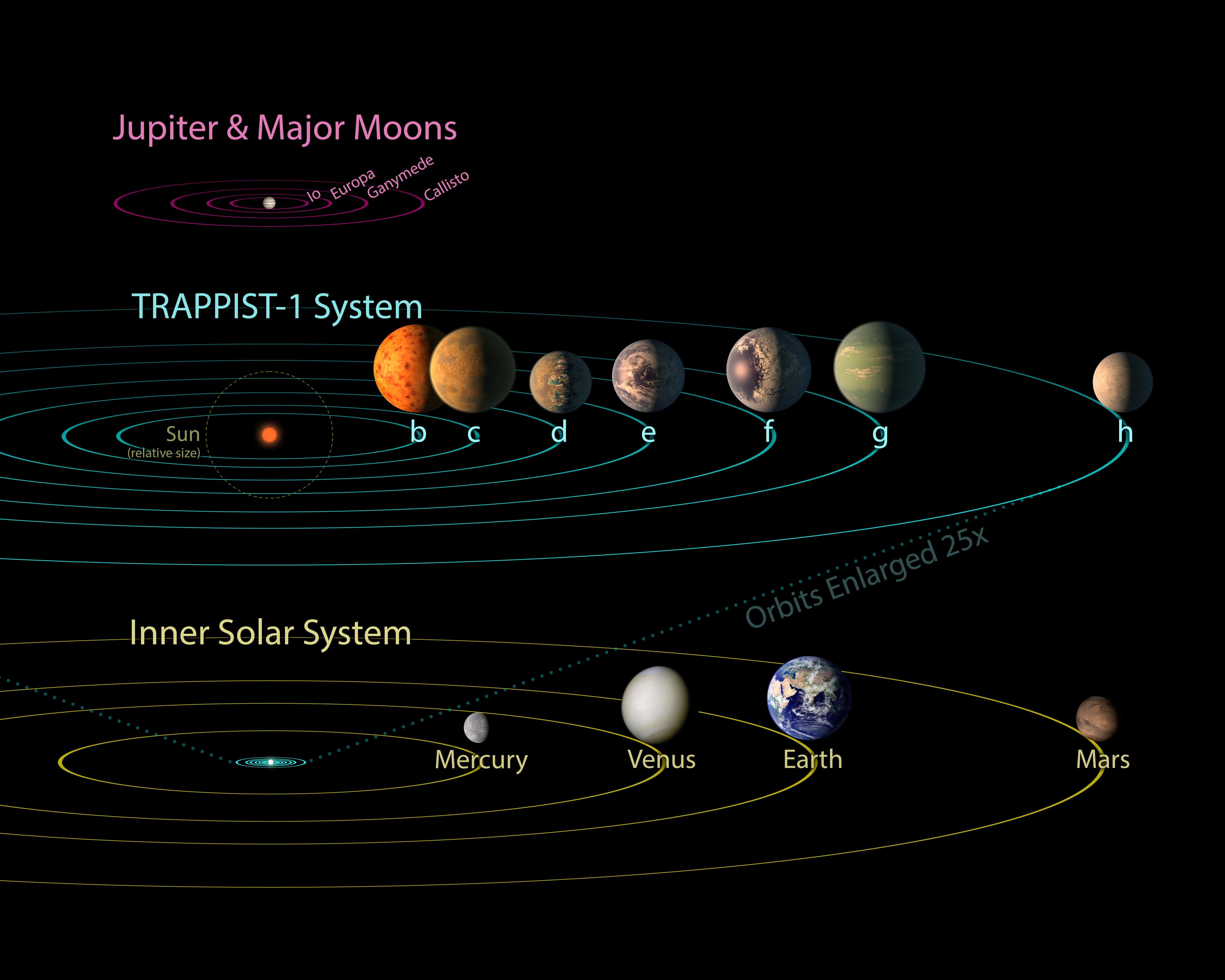
Hệ sao TRAPPIST-1 so với hệ mặt trời;  tất cả bảy hành tinh của TRAPPIST-1 có thể nằm trong quỹ đạo của Sao Thủy.

Giảm độ sáng (Chuyển tiếp thiên văn) của TRAPPIST-1 trong 20 ngày (tháng 9/tháng 10 năm 2016; Kính viễn vọng không gian Spitzer và các hành tinh khác) do bảy hành tinh (ghi chú ở phía dưới) chặn ánh sáng của ngôi sao.
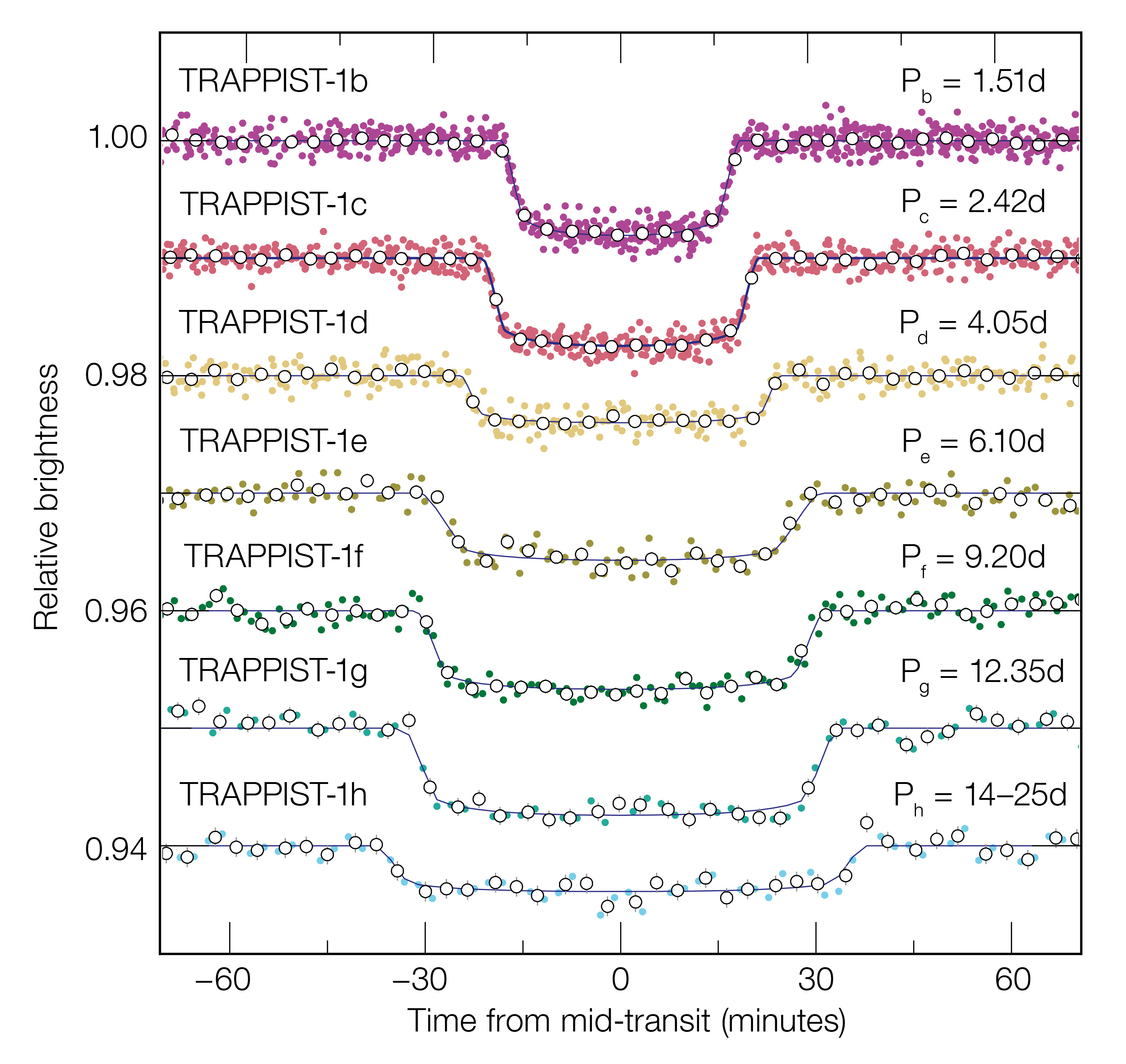
Độ mờ của TRAPPIST-1 do bảy hành tinh đã biết của nó - các hành tinh lớn, mờ hơn;  những hành tinh xa hơn, dài hơn (Kính viễn vọng không gian Spitzer).

### Video
- Video (00:44) - chuyến đi từ Trái đất đến TRAPPIST-1.
- Video (00:22) - một trong bảy hành tinh quay quanh TRAPPIST-1.Video (00:22) - một trong bảy hành tinh quay quanh TRAPPIST-1.